# ماكيترا

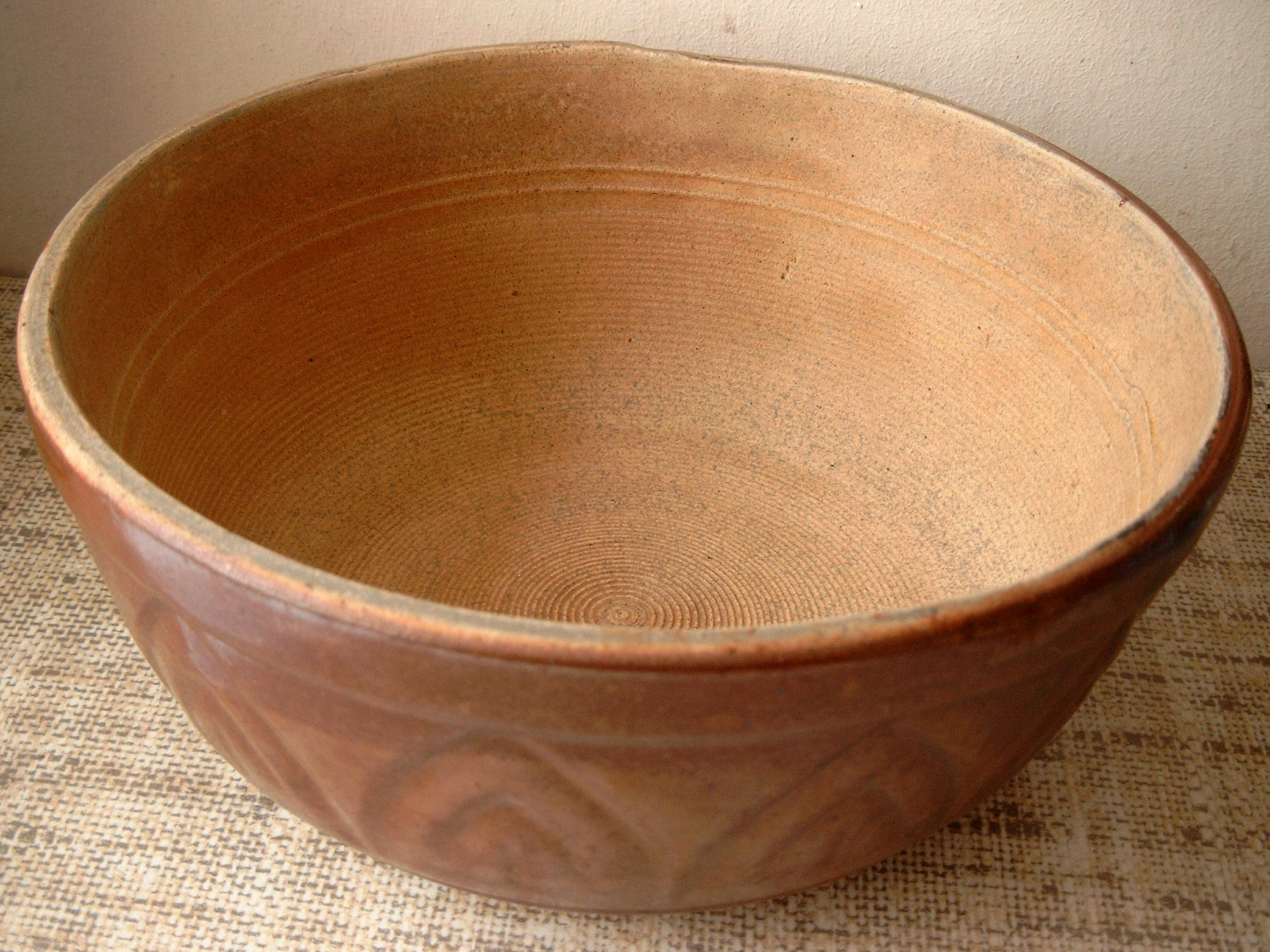

الماكيترا هو أناء فخاري ذو سطح خشن يستخدم في خفق خليط الكعك و البيض والسكر وكريمة الزبدة والكوارك لعمل كعكة الجبن، و بذور الخشخاش لعمل الكوتيا ، و ذلك بالاستعانة بكرة خاصة عادة ما تكون مصنوعة من الخشب أو البورسلين. و يعد مطبخ دول أوروبا الشرقية مثل بولندا و أوكرانيا  أكثر المطابخ استخداما للماكيترا، هناك أداة أخرى مثل الماكيترا تستخدم في المطبخ الياباني تدعى السوريباشي.